# Trichomycterus santanderensis
Trichomycterus santanderensis är en fiskart som beskrevs av Castellanos-morales 2007. Trichomycterus santanderensis ingår i släktet Trichomycterus och familjen Trichomycteridae. Inga underarter finns listade i Catalogue of Life.